# Аренієш
Аренієш (рум. Arănieș) — село у повіті Хунедоара в Румунії. Входить до складу комуни Чербел.
Село розташоване на відстані 303 км на північний захід від Бухареста, 16 км на південний захід від Деви, 127 км на південний захід від Клуж-Напоки, 117 км на схід від Тімішоари.

## Населення
За даними перепису населення 2002 року у селі проживали 42 особи, з них 41 особа (97,6%) румунів. Рідною мовою 41 особа (97,6%) назвала румунську.